# Dúbravy
Dúbravy és un poble i municipi d'Eslovàquia que es troba a la regió de Banská Bystrica. La primera menció escrita de la vila es remunta al 1808.

## Demografia
| Godina             | 1994 | 2004   | 2014   | 2024   |
| ------------------ | ---- | ------ | ------ | ------ |
| Nombre de persones | 1011 | 1002   | 929    | 955    |
| Diferència         |      | −0,89% | −7,28% | +2,79% |

| Godina             | 2023 | 2024   |
| ------------------ | ---- | ------ |
| Nombre de persones | 959  | 955    |
| Diferència         |      | −0,41% |